# Fimbrios
Fimbrios es un género de serpientes de la familia Xenodermatidae. Las dos especies que actualmente se conocen se distribuyen por Camboya y Vietnam.

## Especies
Se reconocen las siguientes especies:
- Fimbrios klossi Smith, 1920
- Fimbrios smithi Ziegler, David, Miralles, van Kien & Truong, 2008